# Kōichi Miyao
Kōichi Miyao (japanisch 宮尾 孝一 Miyao Kōichi; * 15. Juni 1993 in der Präfektur Kanagawa) ist ein japanischer Fußballspieler.

## Karriere
Miyao erlernte das Fußballspielen in der Schulmannschaft der Teikyo High School und der Universitätsmannschaft der Toin University of Yokohama. Seinen ersten Vertrag unterschrieb er 2016 beim YSCC Yokohama. Der Verein aus Yokohama spielte in der dritten japanischen Liga. Für Yokohama bestritt er 64 Drittligaspiele und schoss dabei sieben Tore. Im Januar 2021 wechselte er für eine Saison nach Imabari zum Ligakonkurrenten FC Imabari. Hier stand er zehnmal in der Liga auf dem Spielfeld. Im Januar 2022 wechselte er zum ebenfalls in der dritten Liga spielenden Vanraure Hachinohe.